# برایان بنکس (فیلم)
برایان بنکس (انگلیسی: Brian Banks) یک فیلم در ژانر درام به کارگردانی تام شادیاک است که در سال ۲۰۱۸ منتشر شد.

## بازیگران
- آلدیس هاج
- گرگ کینر
- ملانی لیبرد
- زوشا راکمور
- تیفانی دوپونت
- شری شپرد
- مورگان فریمن